# Buttermilk Falls State Park
Buttermilk Falls State Park ist ein State Park im Gemeindegebiet von Ithaca, New York, Vereinigte Staaten. Der Park umfasst 811 acre (3,28 km²). Die Grundlage für den Park wurde, wie auch für den nahe gelegenen Robert H. Treman State Park, von Robert und Laura Treman 1924 gelegt. Sie schenkten dem Staat Land zur Einrichtung des Parks.

## Geschichte
Die Buttermilk Falls wurden nach dem schaumigen Wasser benannt, das sich über mehrere Kaskaden ergießt. Eine Beschreibung stammt von 1866:
 Hier ist der Felsen durch einen wilden Bergbach gespalten, der über die scharfen Felsen schießt in einer Masse dicken aufgeschlagenen Schaumes, der offensichtlich dem unästhetischen und ländlichen Landbewohner den Namen Buttermilk Falls aufdrängte.
Die ursprünglichen 164 acre (0,66 km²) wurden 1924 von Treman gespendet. In den folgenden Jahren erwarb der Staat weitere Gebiete, bis der Park auf seine derzeitige Größe angewachsen war.
Weitere Buttermilk Falls werden von Joseph Plumb Martin, einem Soldaten aus der Zeit des Amerikanischen Unabhängigkeitskriegs erwähnt. Dabei handelt es sich allerdings um die heutigen Highland Falls im Hudson Valley.

## Geographie
Der Buttermilk Falls State Park umfasst ein sichelförmiges Gebiet südlich von Ithaca. Der nordwestliche Teil folgt teilweise dem Lauf des Cayuga Inlet, welches zum Cayuga Lake führt. Der östliche Teil umfasst vor allem die Schlucht des Buttermilk Creek und zieht sich entlang dieser nach Süden bis zur Yaple Road. Dort befindet sich der Lake Treman-Stausee. Im State Park gibt es insgesamt 10 Wasserfälle.
Im Süden durchschneidet die W King Road den Park. Neben der Straße steht der Pinnacle Rock. Die Ostgrenze des Parks bildet der Stadtteil South Hill von Ithaca. In diesem Gebiet liegt auch das Namgyal Monastery at Dü Khor Choe Ling. Weitere Parks bilden ein beinahe zusammenhängendes System von Schutzgebieten: im Südwesten befinden sich Sweedler and Thayer Preserves und Thayer Preserve Lick Brook, die beinahe an den Robert H. Treman State Park anschließen. Im Stadtgebiet von Ithaca befinden sich die Ithaca College Natural Lands und weiter nördlich am Cayuga Inlet liegt der Allan H. Treman State Marine Park.

## Freizeitmöglichkeiten
im Park gibt es einen Badestrand, die Möglichkeiten zu Angeln, Wandern, Jagen, sowie Spielplätze und Sportplätze, einen Campingplatz und verschiedene Hütten.

### Wanderwege
Mehrere Wanderwege führen durch den Park:
- Gorge Trail entlang des Buttermilk Creek überwindet einen Höhenunterschied von 150 m (500 ft);
- Rim Trail auf der gegenüberliegenden Seite des Baches ergänzt den Gorge Trail zum Rundweg mit einer Länge von ca. 2,4 km (1,5 mi).
- Bear Trail folgt dem Buttermilk Creek weiter nach Süden zu den Lake Treman Falls und Lake Treman. Auch er ist ca. 2,4 km lang.
- Ein Abschnitt des Finger Lakes Trail führt entlang des Südendes des Lake Treman durch den Park.
- Larch Trail führt durch die tiefer liegenden Auen im Norden des Parks.

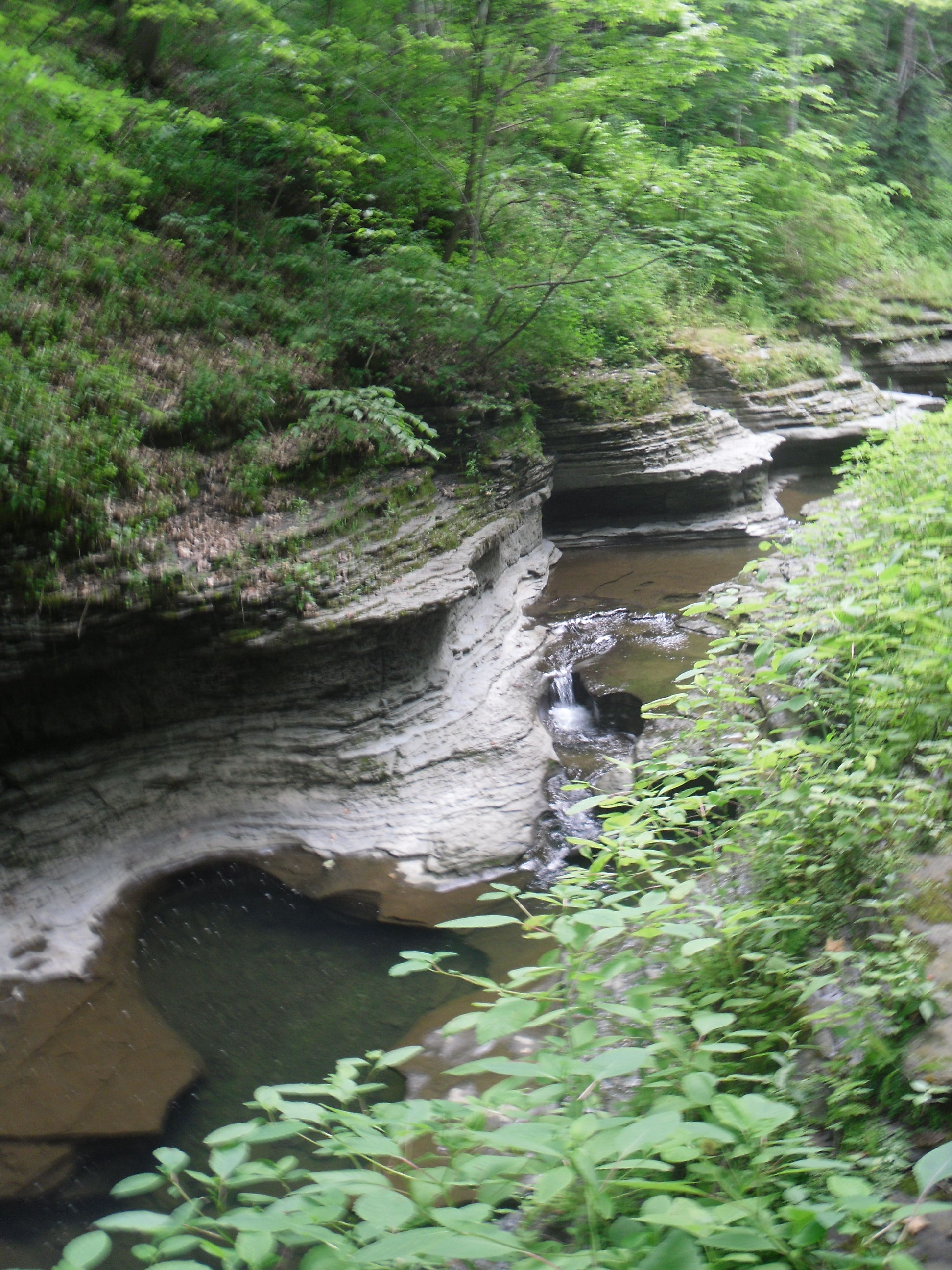

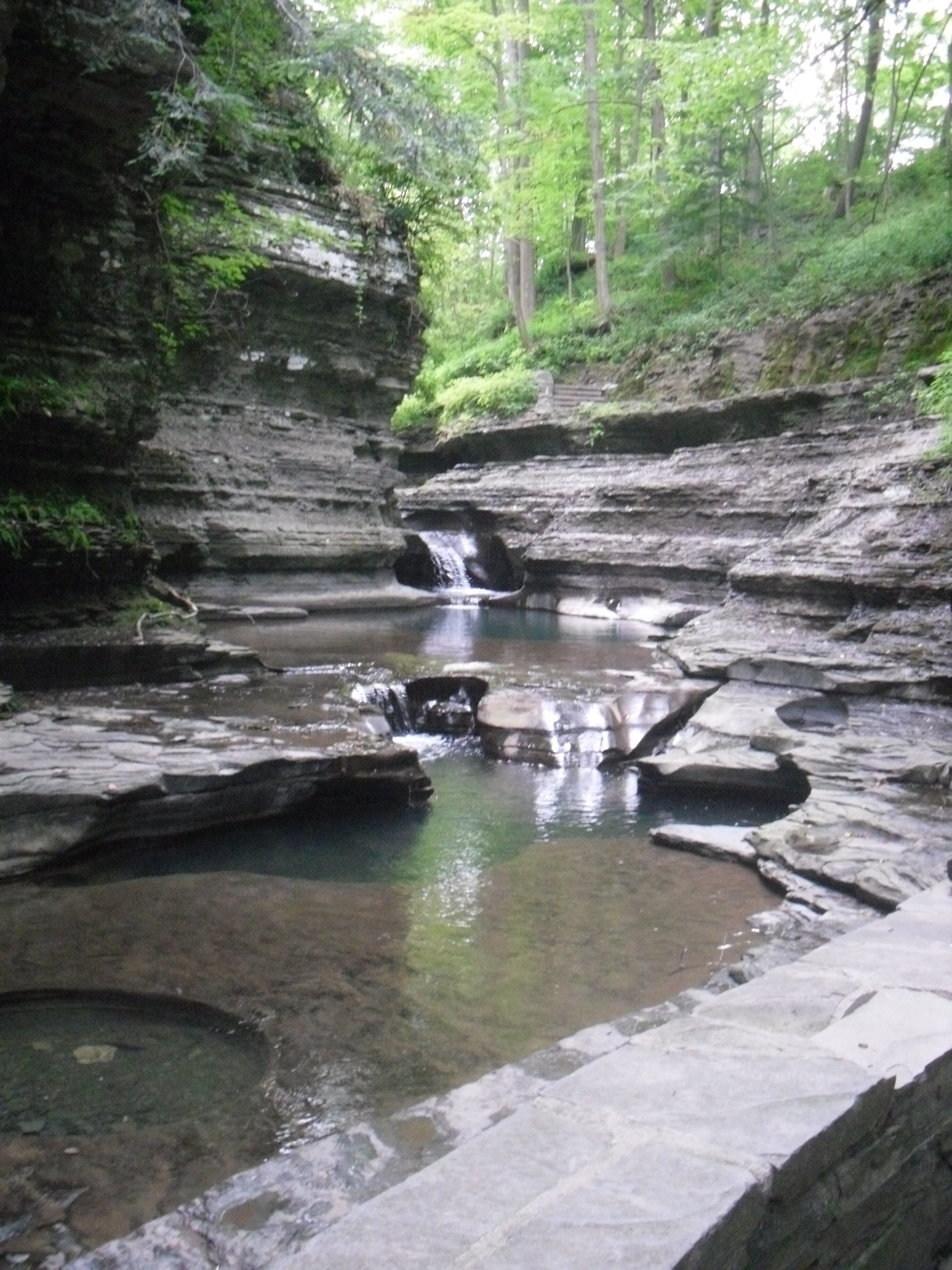